# Iuntiu
| S29 | Aa7 · T2 | O28 | O28 | O28 |

| S29 | Aa7 · T2 | O28 | O28 | O28 |

| O28 | O28 | O28 | Aa32 | X1 · N18 | A13 |

| O28 | O28 | O28 | Aa32 | X1 · N18 | A13 |

Iuntiu o Iuntiu-seti era el nombre que se daba a los pueblos nómadas del desierto en el Antiguo Egipto. Heródoto y Estrabón llamaban peyorativamente trogloditas a los miembros de esta etnia. En el Periplo por la Mar Eritrea se les describe despectivamente como consumidores de pescado, habitantes en cuevas dispersas por los estrechos valles.

## Antecedentes

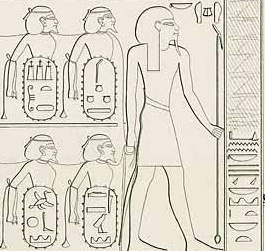
Arriba, el primero de la izquierda, un iuntiu seti entre los prisioneros de Seti I.

### Etimología
La traducción del nombre Iuntiu es motivo de controversia entre los egiptólogos. Siegfried Schott lo considera una derivación de pilares (Iunet). Los pilares se usaban como una señal para las minas de cobre de la península del Sinaí, y podrían por lo tanto, haberse utilizado para denominar a las tribus locales. Wolfgang Helck apela a la antigua palabra arco (Iunet) recordando que, en general, se usó para nombrar a los pueblos hostiles a Egipto.

### Periodo predinástico
Los Iuntiu asiáticos incluían las tribus del desierto de Arabia y Sinaí. En tiempos predinásticos aparecían como enemigos de Egipto, enfrentados con frecuencia en batallas en el Delta del Nilo oriental. A los Iuntiu que vivían en el desierto de Nubia se les añadió al nombre el apéndice seti, que se refería a Tai-seiti (Nubia), que durante el Imperio Antiguo fue considerado por primera vez nomo del Alto Egipto.

### Periodo dinástico
Desde la primera dinastía los egipcios consideraron al pueblo Iuntiu como rebeldes que habitaban la zona del uadi Maghara en el Sinaí. En Uadi Maghara había minas de cobre, por lo que la región fue blanco de diversos ataques egipcios hasta que la sometió a su control durante la tercera dinastía. Sin embargo hubo repetidas rebeliones de iuntius; por ejemplo, Jufu informó de la derrota de los Iuntiu en Uadi Maghara, representándolos entre los enemigos derrotados.
En el curso de la historia egipcia se cambió el nombre, la asignación geográfica y la importancia. El término Iuntiu-seti terminó usándose como un sinónimo de diferentes tribus nubias que formaron parte en el ejército egipcio como arqueros.
En el Imperio Nuevo hubo varios levantamientos de los Iuntiu-seti. En la pared exterior norte del gran templo de Karnak de Seti I, se muestran como enemigos derrotados. Sobre si fuesen otras tribus de iuntius, como los habitantes del desierto de Libia, es algo que aún no puede ser aclarado por los egiptólogos.

### Citas
1. ↑  Schott: op. cit. pág. 12.
2. ↑  Helck: op. cit., pág. 33.
3. ↑  Avdiev, op. cit., pág. 55.
4. ↑  Espinel, op. cit. pp. 135 y ss.